# عبد الله بن أبي زكريا الخزاعي
أبو يحيى عبد الله بن أبي زكريا الخزاعي الدمشقي إمام ومحدث تابعي، من رواة الحديث النبوي. يعد من فقهاء التابعين في الشام.

## رواية الحديث
روى الحديث عن سلمان الفارسي، وأبو الدرداء الأنصاري، وعبادة بن الصامت، وطائفة من الصحابة، وسمع من أم الدرداء وغيرها. حدث عنه صفوان بن عمرو، وعلي بن أبي حملة، والأوزاعي، وعبد الرحمن بن يزيد بن جابر، وخالد بن دهقان، وسعيد بن عبد العزيز وخلق كثير.

## فضله
قال أبو مسهر: «كان سيد أهل المسجد، فقيل: بم سادهم، قال: بحسن الخلق». قال الواقدي: «كان يعدل بعمر بن عبد العزيز، وقال يمان بن عدي: كان عبد الله بن أبي زكريا عابد أهل الشام، وكان يقول ما عالجت من العبادة شيئا أشد من السكوت». قال الأوزاعي: «لم يكن بالشام رجل يفضل على ابن أبي زكريا». وروى بقية عن مسلم بن زياد قال: «كان عبد الله بن أبي زكريا لا يكاد يتكلم إلا أن يسأل، وكان من أكثر الناس تبسما، قال: ما مسست دينارا ولا درهما قط، ولا اشتريت شيئا قط، ولا بعته إلا مرة، وكان له إخوة يكفونه». قال ابن سعد: «كان ثقة قليل الحديث صاحب غزو، وكان عمر بن عبد العزيز يجلسه معه على السرير».

## وفاته
قال الذهبي: توفي سنة 117 هـ.